# Robyn (album)
Robyn è il quarto album discografico in studio della cantante svedese Robyn, pubblicato nell'aprile 2005 dalla Konichiwa Records.
L'album ha ricevuto una nomination ai Grammy Awards 2009 nella categoria "Best Electronic/Dance Album".

## Tracce
Edizione internazionale
1. Curriculum Vitae (feat. Swingfly) – 1:53
2. Konichiwa Bitches – 2:37
3. Cobrastyle – 4:10
4. Handle Me – 3:47
5. Bum Like You – 3:28
6. Be Mine! – 3:27
7. With Every Heartbeat (con Kleerup) – 4:13
8. Who's That Girl – 3:47
9. Bionic Woman – 0:16
10. Crash and Burn Girl – 3:35
11. Robotboy – 3:31
12. Eclipse – 3:29
13. Should Have Known – 3:59
14. Anytime You Like – 3:52

## Classifiche
| Classifica (2005-08) | Posizione raggiunta |
| -------------------- | ------------------- |
| Belgio (Fiandre)     | 73                  |
| Irlanda              | 77                  |
| Norvegia             | 35                  |
| Regno Unito          | 11                  |
| Stati Uniti          | 100                 |
| Svezia               | 1                   |
| Svizzera             | 52                  |